# Montreuil-sous-Pérouse
Montreuil-sous-Pérouse is een gemeente in het Franse departement Ille-et-Vilaine (regio Bretagne). De plaats maakt deel uit van het arrondissement Fougères-Vitré. Montreuil-sous-Pérouse telde op 1 januari 2022 1.041 inwoners.

## Geografie
De oppervlakte van Montreuil-sous-Pérouse bedroeg op 1 januari 2022 15,49 vierkante kilometer; de bevolkingsdichtheid was toen 67,2 inwoners per km².

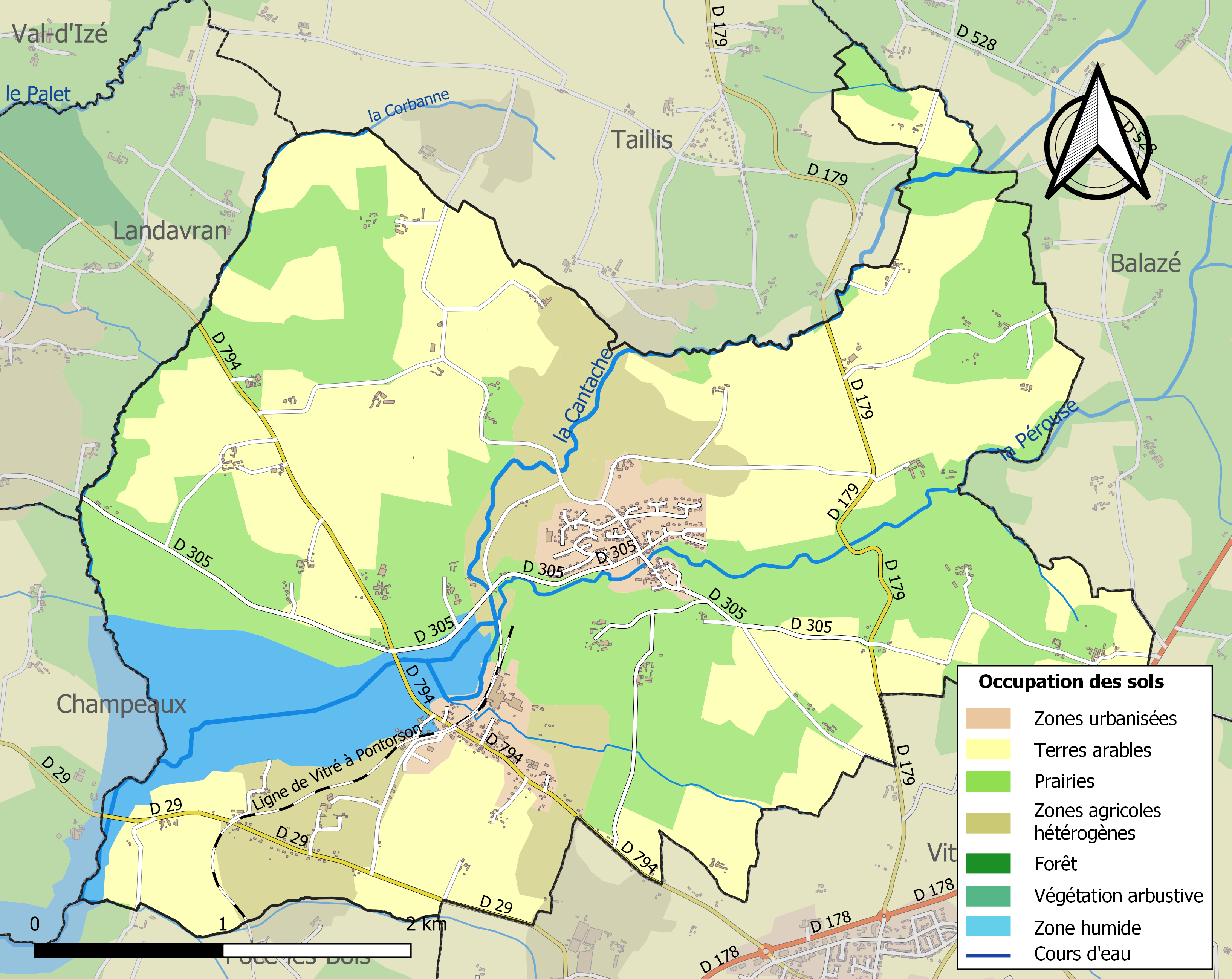
Kaart van de gemeente met belangrijkste infrastructuur, bodemgebruik en omliggende gemeenten

## Demografie
Onderstaande figuur toont het verloop van het inwonertal (bron: INSEE-tellingen).